# Intervenção indiana na Guerra Civil do Sri Lanka
A intervenção indiana na Guerra Civil do Sri Lanka foi o destacamento da Força Indiana de Manutenção da Paz no Sri Lanka destinada a desempenhar um papel de manutenção da paz. O destacamento seguiu-se ao Acordo Indo-Sri Lanka entre a Índia e o Sri Lanka de 1987, que pretendia acabar com a Guerra Civil do Sri Lanka entre militantes nacionalistas tâmeis do Sri Lanka, principalmente os Tigres de Libertação do Eelam Tamil (LTTE), e os militares do Sri Lanka.
A intenção original era que a Força Indiana de Manutenção da Paz não estivesse envolvida em operações militares de grande escala. No entanto, depois de alguns meses, a Força Indiana de Manutenção da Paz engajou os Tigres de Libertação de Tamil Eelam em uma série de batalhas. Durante os dois anos em que foi implantado, o IPKF travou inúmeras batalhas contra os Tigres Tâmeis. O IPKF começou a retirar-se em 1989 e completou a retirada em 1990.